# Dalmanites
Dalmanites – rodzaj stawonogów z wymarłej gromady trylobitów, z rzędu Phacopida. Żył w okresie syluru i dewonu. Nadano mu nazwę dla uczczenia szwedzkiego przyrodnika J.W. Dalmana.

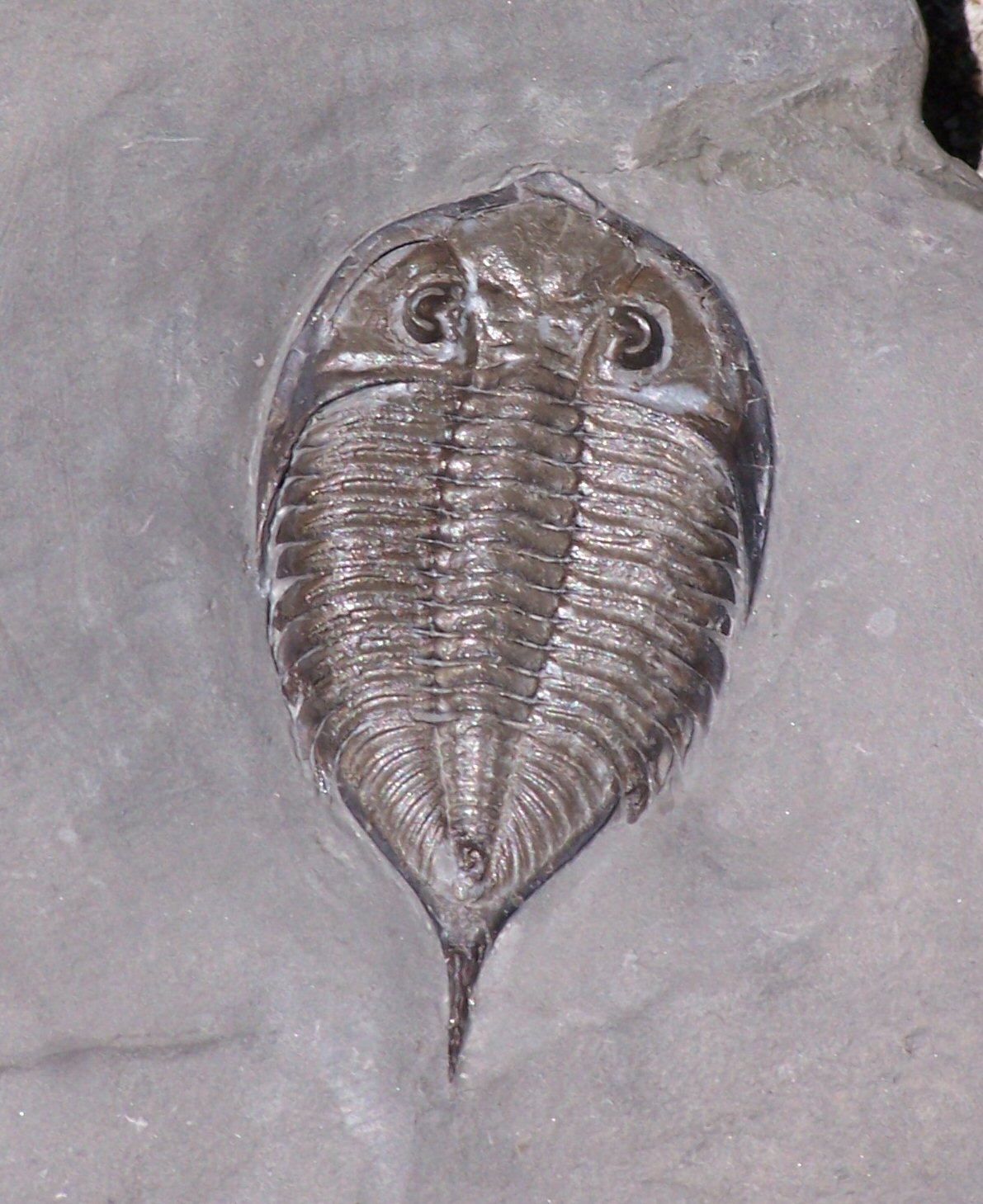
Dalmanites limulurus z okresu syluru Nowy Jork, USA

Rodzaje:
- Dalmanites bebryx
- Dalmanites halli
- Dalmanites limulurus
- Dalmanites myops
- Dalmanites rutellum
- Dalmanites socialis